# Трент-Гіллс
Трент-Гіллс (англ. Trent Hills) (офіційно муніципалітет Трент-Гіллс) — адміністративний муніципалітет на південному сході канадської провінції Онтаріо. Громада знаходиться в окрузі Нортамберленд і має статус нижнього рівня (підпорядкованої громади).
Нинішня громада була створена в 2001 році в рамках адміністративної реформи шляхом злиття колишнього міста Кемпбелфорд, села Гастінґс та містечок Сеймур і Персі.

## Розміщення
На північному заході громада межує з озером Райс-Лейк і річкою Трент. Річка Трент потім перетинає громаду з півночі на південь, і потім утворює південно-східну межу громади зі сходу на захід. Трент-Гіллс знаходяться на північний схід від Великої Золотої Підкови або на південь від підніжжя Канадського щита і приблизно за 140 км на північний схід від Торонто по прямій лінії.
Будучи адміністративним центром населених пунктів Кемпбелфорда, Гастінґса й Воркворта, які є основними поселеннями, громада включає численні малі та дуже малі поселення.
Провінційний парк Ферріс є одним у мережі провінційних парків Онтаріо в муніципалітеті.

## Демографія
Перепис населення 2016 року показав, що в поселенні проживало 12 900 осіб, в той час як після перепису населення 2011 року - лише 12 604 осіб. Порівняно з останнім переписом 2011 року населення провінції зросло менше від загальної тенденції (лише 2,3 % зростання, тоді як у середньому по провінції Онтаріо населення зросло на 4,6 %).

## Транспорт
Завдяки своєму розташуванню над озером та на річці Трент, Трент-Гіллс сполучені з водним шляхом Трент - Северн. Громада має доступ до нього і на півдні з затоки Квінті озера Онтаріо, і на північному сході з затоки Джорджен-Бей озера Гурон.